# 海南蒲儿根
海南蒲儿根（学名：Sinosenecio hainanense）为菊科蒲儿根属的植物，是中国的特有植物。分布于中国大陆的海南等地，生长于海拔900米至1,200米的地区，多生在山坡阳处或林中，目前尚未由人工引种栽培。

## 别名
海南千里光（海南植物志）